# Audienskult
En audienskult er en form for religiøs "gruppering", hvor tilhængerne af grupperingen lærer om ideologien gennem selvstudier af bøger og til tider sporadiske møder. Disse tilhængere har mulighed for at vælge og vrage mellem litteratur, som de selv måtte finde relevant, hvorved de skaber en personlig ideologi, der ikke nødvendigvis har meget til fælles med de andre tilhængeres.
New age-grupper er ofte udformet som audienskulter.
| Religion | Spire Denne religionsartikel er en spire som bør udbygges. Du er velkommen til at hjælpe Wikipedia ved at udvide den. |